# Fohnsdorfer Graben
Der Fohnsdorfer Graben ist ein in der gleichnamigen Ortschaft gelegenes Tal und gehört somit zur Gemeinde Fohnsdorf und liegt an der Nordgrenze des Aichfelds. Unmittelbar nördlich des Tals liegt der Zwieselgraben. Den Graben umgeben Berge – der Hölzelkogel (1451 m Höhe über dem Meeresspiegel), der Sillweger (1257 m) und der Fohnsdorfer Berg (1299 m). Westlich liegt der Dietersdorfer Graben und östlich der Sillweger Graben. Der Fohnsdorfer Bach passiert den Fohnsdorfer Graben und versickert auf Feldern.